# Colette van Luik
Colette van Luik, född  11 augusti 1966, är en svensk journalist, skribent, friskvårdskonsult och yogainstruktör. 

## Biografi
Colette van Luik har studerat media och journalistik på Ljungskile folkhögskola och Södra Vätterbygdens folkhögskola samt statsvetenskap på Stockholms universitet och engelska på Högskolan i Borås.
Hon var under 1990-talet bland annat reporter på månadstidningen Kvinna Nu, reporter på TV4 Sydost samt journalist på TV4-gruppen i Stockholm. Hon var en kortare tid pressansvarig hos Michael Bindefeldt och därefter journalist vid SVT mellan 2001 och 2014.
År 2014 började hon arbeta som kommunikationsansvarig för stiftelsen Berättarministeriet som driver skrivarverkstäder för barn och unga i socioekonomiskt utsatta områden.
År 2015 anställdes hon av Roks, Riksorganisationen för kvinnojourer och tjejjourer i Sverige, som pressekreterare. År 2017 blev hon frilansjournalist på heltid och skriver främst om hälsa- och friskvård, men även om resor, mat och kultur. Hon har gett ut flera böcker och frilansar som redaktör för bokförlag.
År 2019 gav Luik tillsammans med litteraturforskaren Anna Nordlund ut Svenska hjältinnor: 100 berättelser om smarta, starka & modiga kvinnor. Boken är en svensk version av världssuccén Godnattsagor för rebelltjejer, men med svenska kvinnoöden.